# مايك تشابيل
مايك تشابيل (بالإنجليزية: Mike Chappell)‏ مواليد 21 يناير 1978 في ساوثفيلد، هو لاعب كرة سلة أمريكي معتزل. بدأ مسيرته الاحترافية في سنة 2001. اعتزل اللعب في 2011.

## المسيرة الاحترافية
لعب مع إلوارا هوكز في الدوري الأسترالي في موسم 2001–2002، ثم لعب مع نيو زيلاند بريكرز في موسم 2003–2004، ثم لعب مع نيو زيلاند بريكرز في الدوري الأسترالي في موسم 2004–2005، ثم لعب مع أديليد ثيرتي سيكسترز في موسم 2007–2008.